# زندان مرکزی زاهدان
زندان مرکزی زاهدان در شهر زاهدان واقع است. زاهدان مرکز استان سیستان و بلوچستان در جنوب شرقی ایران در فاصله ۱۶۰۵ کیلومتری تهران پایتخت ایران در نزدیکی مرزهای پاکستان و افغانستان قراردارد. این زندان در بلوار دانشجو تقاطع خیابان شهید توکلی واقع است. زندان دارای ۸ بند است که بندهای ۷ و ۸ از سایر بندها بزرگ‌تر هستند. در این زندان بیش از دوهزار زندانی وجود دارد که بیش از ظرفیت زندان است. رئیس زندان فردی بنام محمد حسین خسروی است، مدیر داخلی زندان شخصی بنام محسن خواجه می‌باشد. زندان مرکزی زاهدان زیر نظر قوه قضائیه ایران اداره می‌شود.

## شرایط زندان
از زندان مرکزی زاهدان به عنوان یک شکنجه‌گاه اسم برده می‌شود. در تاریخ ۲۰ تیر ۱۳۹۶از کم‌آبی و جیره‌بندی آب در زندان گزارش شده و زندانیان فقط ۴ تا ۵ ساعت در شبانه روز به آب دسترسی دارند. کمبود آب و مشکلات بهداشتی ایجاد شده برای زندانیان در استفاده از سرویس‌ها و حمام‌های زندان منجر به بروز بیماری‌های مسری در زندانیان شده‌است و مسؤلین زندان هم به این مشکلات توجهی نمی‌کنند.
زندانیان قرنطینه زندان زاهدان با کمبود غذا و پایین بودن کیفیت آن مواجه هستند. زندانیان محبوس در قرنطینه این زندان در ۲۵ فروردین ۱۳۹۵ در اعتراض به مشکل غذا دست به اعتصاب غذا زدند. زندانیان می‌گویند با آن‌ها مثل حیوان رفتار می‌شود و آن‌ها را مورد ضرب و شتم قرار می‌دهند.
مسئول زندان محسن خواجه بابت نقل و انتقال زندانیان به بندهای دیگر از زندانیان پول دریافت می‌کند که اصطلاحاً به آن زورگیری می‌گویند. همچنین محسن خواجه مدیر زندان در ۱۳ فروردین ۱۳۹۶جیره و سهمیه نان زندانیان را کاهش داده تا زندانیان برای تأمین کمبود نان از فروشگاه زندان که در اختیار اوست نان را به قیمت ۳۰۰۰ تومان بخرند و زندانیانی که توانایی خرید نان را ندارند گرسنگی می‌کشند.
در ماه رمضان افطاری زندانیان دو عدد خرما و یک تکه کوچک پنیراست. در ۷ خرداد ۱۳۹۶ یک هیئت مرکب از خسروی رئیس زندان، محسن خواجه مدیر داخلی زندان و کوچی مسئول بازرسی به همراه رمضان ماوردی معاون مدیر کل زندان‌های استان زاهدان به بندهای ۳ و ۴ زندان زاهدان مراجعه کردند و آن‌ها را تهدید کردند که اخبار زندان از جمله کمبودهای غذایی را به بیرون خبر رسانی نکنند والا مثل زندانیان زابل تبعید خواهند شد.
در ۱۲ بهمن ۱۳۹۵ گارد ویژه به همراه نیروهای ضد شورش به زندان مرکزی زاهدان حمله و اقدام به تیراندازی کردند همزمان یک بالگرد بارای سر زندان و اطراف بلوار دانشجو پرواز می‌کرد. در همین روز تلفن‌های زندان قطع شد و زندانیان امکان ارتباط با بیرون را نداشتند.

## اعدام در زندان مرکزی زاهدان
در آبان ۱۳۹۲ در انتقام کشته شدن تعدادی از مرزبانان ایران ۱۶ نفر از زندانیان محبوس در زندان زاهدان بدار آویخته شدند. دادستان عمومی و انقلاب زاهدان آن را مقابله به مثل عنوان کرد و گفت: «در پاسخ به شهادت مرزبانان شهرستان سراوان، ۱۶ نفر از اشرار متصل به گروهک‌های معاند نظام را اعدام کردیم».
در ۲۸ آذر ۱۳۹۴ دولت ایران اعلام کرد دو زندانی را در زندان زاهدان دار زده‌است. یکی از اعدام شدگان غنی ریگی نام داشت هویت نفر دوم اعلام نشد.
در ۸ اردیبهشت ۱۳۹۵ دست کم ۸ زندانی در این زندان بدار آویخته شدند. هویت سه تن از اعدام شدگان عبارتست از جمشید دهواری، صادق ریگی و محمد سنچولی. رسانه‌های حکومت ایران در مورد این اعدام‌ها اطلاع‌رسانی نکرده‌اند.